# Nissan Pulsar
Nissan Pulsar (транскр. Нисан пулсар, јап. 日産・パルサー) је компактни аутомобил који је производила јапанска фабрика аутомобила Нисан. Производио се од 1978. до 2018. године. Пулсар је до 1995. године био мали аутомобил.

## Историјат
Између 2000. и 2005. године, назив "Пулсар" се користио у Аустралији и Новом Зеланду на верзијама силфија са новим ознакама. Овај аранжман се наставио до представљања Нисан тида (Ц11) 2005. године; у то време име пулсар је повучено. Нисан је 2013. заменио Тииду у Аустралији и Новом Зеланду са два нова модела под ознаком пулсар. Они су били базирани на силфија (Б17) лимузини и тида (Ц12) хечбеку, који се такође продавао на Тајланду под именом пулсар. Године 2014. уведена је само европска замена за тиду са натписном плочицом пулсар.
Оригинални пулсар је био хечбек који се продавао искључиво у другој Ниссановској продајној мрежи у Јапану под називом Нисан чери стор као већа хечбек алтернатива Нисан черију са петоро врата. Иако су модели Пулсар од представљања имали погон на предње точкове, Ниссан је понудио погон на сва четири точка као опцију на одабраним моделима на међународном нивоу.
Пулсар који се продаје у Јапану првобитно је служио као средњи модел који се нудио у Нисан дилерима Нисан чери стор између Нисан вајолет и чери, док су различите верзије пулсара продате на другим јапанским мрежама служиле као основни модел, уз друге веће Ниссанове производе. Различити модели засновани на пулсару су извезени према условима међународног тржишта, понекад означени као "Сани", "Чери" или "Сентра", док је међународно означени производ заправо био Пулсар, а не јапанско тржиште сани или чери.
Назив "Пулсар" је преузет од пулсара (портманто пулсирајуће звезде), високо магнетизоване, ротирајуће неутронске звезде.

### Прва генерација (2006–2014)
Модел Н10 пулсар, представљен у мају 1978., заменио је ранији чери F-II на међународном нивоу и имао је користи од инжењерских напора компаније Принс Мотор која је развила Нисан чери пре него што се компанија спојила са Нисаном 1966. Задржао је сталак и -зупчаник управљача чери, као и независно вешање са коиловер подупирачима напред и завојним опругама позади. Пулсар је био субкомпактни аутомобил који је допунио сани лимузину. Сани и пулсар асортимани су продавани у различитим заступницима Нисан у Јапану, под називом Нисан сатијо шоп за сани и Нисан чери шоп за пулсар.
Задржао је име чери у Европи и многим другим извозним тржиштима, чак се продавао као „чери Европа“ на неким тржиштима као што је Белгија да би се одвојио од чери F-II који је остао у продаји неко време. Верзија са ознаком „Чери“ је први пут представљена на холандском сајму АутоРАИ у фебруару 1979. године и убрзо је почела да се продаје. Неуобичајена стилска карактеристика за аутомобил био је његов дуг нос, што је било због тога што је Нисан предвидео да ће аутомобил такође бити направљен са уздужним распоредом погона на задње точкове за тржишта у развоју; међутим, заправо су направљени само модели са предњим погоном. У време представљања, пулсар је имао само каросерију лимузине са четири врата у стилу фастбацк-а и 1,2- или 1,4-литарски мотор. Хечбек са троја врата и купе су стигли у септембру 1978. Многа извозна тржишта су такође нудила 1.0-литарску (А10) опцију, са 45 КС (33 кВ), док је 1,2-литарски А12 нудио 52 КС (38 кВ). Ово је био први путнички аутомобил Нисан састављен у њиховој новој грчкој фабрици, где га је локални партнер ТЕОКАР производио са 1.0 и 1.2-литарским моторима од 1980. године.